# Aulosepalum ramentaceum
Aulosepalum ramentaceum är en orkidéart som först beskrevs av John Lindley, och fick sitt nu gällande namn av Leslie Andrew Garay. Aulosepalum ramentaceum ingår i släktet Aulosepalum och familjen orkidéer. Inga underarter finns listade i Catalogue of Life.